# Elecciones provinciales de Tucumán de 1912
Las elecciones generales de la provincia de Tucumán de 1912 tuvieron lugar el domingo 1 de diciembre del mencionado año con el objetivo de elegir a 46 miembros de un Colegio Electoral Provincial, que elegirían al Gobernador para el período 1913-1917. Fueron las primeras elecciones provinciales tucumanas en las cuales se emplearía la ley 8.871 (o Ley Sáenz Peña) que garantizaba por primera vez el sufragio universal masculino, y secreto, por lo que fueron las primeras elecciones libres y justas en territorio tucumano. Los dos candidatos que se disputaron la gobernación fueron Ernesto Padilla, del gobernante Partido Liberal (PL), y Pedro León Cornet, de la Unión Cívica Radical (UCR).
El resultado fue una victoria para Padilla, que obtuvo la mayoría de los votos en el Colegio Electoral con 40 de los 46 escaños a pesar de las denuncias de fraude de parte de Cornet. Padilla fue ratificado gobernador y juramentado el 2 de abril del mismo año, convirtiéndose en el primer gobernador tucumano elegido en comicios parcialmente competitivos. Durante su gobierno, Padilla se aseguraría de implementar definitivamente una ley electoral de voto secreto para la provincia, corrigiendo los errores ocurridos durante su elección.